# بيغي لي
بيغي لي (بالإنجليزية: Peggy Lee)‏ (26 مايو 1920 - 21 يناير 2002) هي مغنية جاز وبوب أميركية، وشاعر غنائية، وملحنة، وممثلة في حياتها المهنية التي امتدت ستة عقود. منذ بدايتها كمطربة في الإذاعة المحلية إلى غناء مع فرقة بيني غودمان الكبيرة، طورت شخصية منوعة، لتصبح فنانة متعدد الأوجه. كتبت موسيقى لأفلام، ومثلت، وأصدرت البومات شاملة سجل فيها الشعر، والجاز والبوب.

## روابط خارجية
- بيغي لي على موقع IMDb (الإنجليزية)
- بيغي لي على موقع الموسوعة البريطانية (الإنجليزية)
- بيغي لي على موقع روتن توميتوز (الإنجليزية)
- بيغي لي على موقع ألو سيني (الفرنسية)
- بيغي لي على موقع ميوزك برينز (الإنجليزية)
- بيغي لي على موقع أول موفي (الإنجليزية)
- بيغي لي على موقع قاعدة بيانات برودواي على الإنترنت (الإنجليزية)
- بيغي لي على موقع قاعدة بيانات برودواي على الإنترنت (الإنجليزية)
- بيغي لي على موقع قاعدة بيانات الأفلام السويدية (السويدية)
- بيغي لي على موقع إن إن دي بي (الإنجليزية)